# HD 202908
HD 202908 är en trippelstjärna i den norra delen av stjärnbilden Lilla hästen. Den har en högsta kombinerad skenbar magnitud av ca 7,01 och kräver åtminstone en stark handkikare eller ett mindre teleskop för att kunna observeras. När de är upplösta har stjärnorna skenbar magnitud på 7,25 respektive 8,87. Baserat på parallaxmätning inom Hipparcosuppdraget enligt Gaia Data Release 3 på ca 19,35 mas, beräknas den befinna sig på ett avstånd på ca 169 ljusår (ca 52 parsek) från solen. Den rör sig bort från solen med en heliocentrisk radialhastighet på 6 km/s.

## Stjärnsystem
Systemet observerades först av astronom S.W. Burnham.
Primärstjärnan "HD 202908 A" är en dubbelsidig spektroskopisk dubbelstjärna som innehåller två solliknande stjärnor av spektralklass F9 V respektive G0 V eller G1 V respektive G2 V. Paret har en omloppsperiod av ungefär fyra dygn.
Den andra följeslagaren betecknad HD 202908 B har spektralklass G1.5 V eller G6 V, vilket anger att den är en vanlig G-typ huvudseriestjärna liknande solen. HD 202908 A och B genomför båda en excentrisk bana med en period av 78 år.

## Egenskaper
HD 202908 Aa och Ab har en massa av 1,08 och 1,14 gånger solens och radierna 0,97 respektive 1,06 av solens. Den förra utstrålar 1,41 gånger solens utstrålning av energi från dess fotosfär och den senare utstrålar 1,16 gånger solens. Delsystemet A har en effektiv temperatur på 6 100 K, vilket ger den en vitgul nyans.
B-komponenten har 97 procent av solens massa och 91 procent av dess radie. Det strålar ut 84 procent av solens ljusstyrka från dess fotosfär vid en effektiv temperatur på 5 703 K. Systemet beräknas vara 6,4 miljarder år gammalt.